# تيم نيوتن
تيم نيوتن (بالإنجليزية: Tim Newton)‏ هو لاعب كرة قدم أمريكية أمريكي، ولد في 23 مارس 1963 في أورلاندو في الولايات المتحدة.

## وصلات خارجية
- تيم نيوتن على موقع مرجع كرة القدم المحترفة.كوم (الإنجليزية)